# MPEG-1
MPEG-1 — группа стандартов цифрового сжатия аудио и видео, принятых MPEG (англ. Moving Picture Experts Group — группа экспертов в области видео).
MPEG-1 видео используется в формате Video CD.
MPEG-1 audio layer 3 — это полное имя весьма популярного формата сжатия аудио MP3.
MPEG-1 состоит из нескольких частей:
1. Синхронизация и мультиплексирование аудио и видео (MPEG-1 Program Stream).
2. кодек для видео с прогрессивной разверткой.
3. кодек для звука. Стандарт MPEG-1 определяет три уровня сжатия звука.
  1. MP1 или MPEG-1 часть 3 уровень 1 (MPEG-1 Audio Layer 1)
  2. MP2 или MPEG-1 часть 3 уровень 2 (MPEG-1 Audio Layer 2)
  3. MP3 или MPEG-1 часть 3 уровень 3 (MPEG-1 Audio Layer 3)
4. Процедуры тестирования производительности.
5. Эталонное ПО (Reference software).

Ссылка на стандарт: ISO/IEC JTC1/SC29/WG11 (June 1996)

## MPEG-1 видео
MPEG-1 видео был исходно разработан с целью достичь приемлемого качества для видео на потоках 1,5 Мегабита/c и разрешении 352x240. Несмотря на то, что MPEG-1 применяется для кодирования с низким разрешением и низким битрейтом, стандарт позволяет использовать любое разрешение вплоть до 4095x4095. Большинство реализаций разработано с учётом спецификации Constrained Parameter Bitstream.
В настоящее время[когда?] MPEG-1 — наиболее совместимый формат в семействе MPEG — он проигрывается практически на всех компьютерах с VCD/DVD-проигрывателями.
Самым крупным недостатком MPEG-1 видео является поддержка только прогрессивной развёртки. Этот недостаток в своё время помог более быстрому признанию более универсального стандарта MPEG-2.